# Ейдриън Уейн
Александър Александров, известен като Ейдриън Уейн и Алекс Султанов е български писател на книги-игри, популярен най-вече с тандема си с Богдан Русев (известен с псевдонима си Робърт Блонд).

## Биография
Александър Александров е роден на 22 август 1975 г. във Велинград. Още като малък се преселва в село Козаревец, обл. Велико Търново, където живее дълги години. Посещава английската гимназия в град Велико Търново, където е съученик и добър приятел с Богдан Русев и още на 15-годишна възраст започват да пишат книги-игри в тандем (Робърт Блонд и Ейдриън Уейн), основно фентъзи. Първата им книга „Варварският Бог“ постига огромен успех. По онова време участват и в издаването на училищен вестник. От най-успешните им книги са още „Сонора“, „Олтарът на тъгата“ и хумористичните „Патрул за Ада“ и „Пурпурният змей“.
След гимназията пътищата им се разделят: Русев записва „Английска филология“ в Софийския университет, а Александров – същата специалност във Великотърновския университет. Впоследствие Александров издава самостоятелно няколко книги-игри, като най-голяма популярност постига в „турнирния“ поджанр със серията „Майстори на меча“. По-късно се премества да живее в София, където се занимава с издаването и писането на някои от сюжетите на българските комикси Q-teh и Artline (Фентъзи Арт), които обаче не постигат достатъчен комерсиален успех и издаването им е прекратено.
През 2011 г. Александров става активен участник във възраждането на жанра (известен като „Новата вълна“), издава „Асасините на Персия: Спящият Убиец“ и „Патрул за Ада: 2в1“. Понастоящем работи по следващи проекти в интерактивния жанр.

## Книги-игри
В съавторство с Робърт Блонд
- „Варварският бог“ (1993 г.)
- „Принцът на Алкирия“ (1993 г.)
- „Последният убиец на дракони“ (1994 г.)
- „Сонора“ (1994 г.)
- „Олтарът на тъгата“ (1995 г.)
- „Пурпурният змей“ (1995 г.)
- „Патрул за ада“ (1997 г.)
- „Призрачният вятър“ (1997 г., цикъл „Призрачният вятър“)
- „Вълшебният капан“ (1998 г., цикъл „Призрачният вятър“)
- „Езерният град“ (1998 г., цикъл „Призрачният вятър“)
- „Древният враг“ (1998 г., цикъл „Призрачният вятър“)
- „Коприна в нощта“ (2004 г.)
- „Асасините на Персия: Спящият убиец“ (2011 г.)
- „Патрул за Ада: 2в1“ (2012 г.)

Самостоятелни книги-игри
- „Майстори на меча“ (1997 г.)
- „Годзила“ (1998 г.)
- „Майстори на меча-2. Предизвикателството“ (1998 г.)
- „Маймуни срещу динозаври“ (2001 г.)[4][5]